# Bürgerportal
Ein Bürgerportal bildet eine elektronische Kommunikationsplattform im Internet. Seine Dienste sollen sicheren elektronischen Geschäftsverkehr für alle ermöglichen und das Internet als Mittel für rechtsverbindliches und vertrauliches Handeln ausbauen.
Ein Bürgerportal ermöglicht eine sichere Anmeldung, die Nutzung eines Postfach- und Versanddienstes für sichere elektronische Post und die Nutzung eines Verzeichnisdienstes sowie optional von Identitätsbestätigungs- und Speicherplatzdiensten. Es soll von einem akkreditierten Diensteanbieter betrieben werden.
Im Zuge der Neuausrichtung des bundesstaatlichen Finanzausgleichssystems bis 2020 wollen Bund und Länder Verwaltungsangebote über ein einheitliches Onlineportal online zur Verfügung stellen. Dazu wollen Bund und Länder Open-Data-Gesetze erlassen, die die Verfügbar- und Nutzbarkeit von nötigen Daten möglich machen.
In Deutschland ist die De-Mail geplant, auf die auch im Folgenden näher eingegangen wird.

## Registrierung und Identifizierung
Jede natürliche oder juristische Person kann nach ihrer Registrierung und Identifizierung beim Bürgerportal-Diensteanbieter die Dienste des Bürgerportals nutzen.

## Zugang zum Bürgerportal
Nach erfolgreichem Registrierungsverfahren wird dem Nutzer vom Bürgerportal-Diensteanbieter ein Benutzerkonto eingerichtet, in dem die Informationen zu seiner Identität abgelegt sind. Außerdem wird ihm seine elektronische Bürgerportal-Adresse in Form einer E-Mail-Adresse mitgeteilt.
Die Nutzer sollen die Möglichkeit bekommen, mit Standard-Software die Dienste des Bürgerportals zu verwenden. Neben dem Zugang mittels Internet-Browser über ein Webportal sollen für den Zugang zum Postfach und zum Versenden von Nachrichten per E-Mail auch die verbreitetsten E-Mail-Clients unterstützt werden.

## Dienstumfang
Folgende Dienste sollen von einem Bürgerportal angeboten werden:
- Ein Postfachdienst, ein elektronischer Briefkasten. Die Bürgerportal-Adresse soll im Internet zukünftig eine ähnliche Funktion erfüllen wie die Meldeadresse. Damit in engem Zusammenhang zum verbindlichen Versenden von E-Mails steht dem Nutzer der
- Versanddienst zur Verfügung. Er ermöglicht, in einem Bürgerportal eine Nachricht zu versenden und entsprechende Bestätigungen darüber zu erlangen, dass diese E-Mail zugestellt wurde. Diese Dienste werden mit De-Mail realisiert.
- Der Dokumentensafe De-Safe soll dem Nutzer ein Mittel zur langfristigen Ablage und Verwaltung seiner elektronischen Dokumente bieten. Der Nutzer soll diese Dokumente dort sicher, ohne Datenverlust, über einen langen Zeitraum und vor allem verlässlich in Bezug auf die Verfügbarkeit aufbewahren können. Er soll zukünftig auch von ihm berechtigten Dritten einen begrenzten Zugriff auf die abgelegten Dokumente ermöglichen können.
- Ein Authentisierungsdienst soll die zuverlässige Authentifizierung des Nutzers für Dritte durchführen, die mit dem Nutzer in Kontakt treten wollen.

## Sicherheit
Ein Bürgerportal soll nachvollziehbar sein und die folgenden Sicherheitsziele erfüllen:
- Vertraulichkeit
- Authentizität
- Integrität

Um diese Ziele zu erreichen, sollen Dokumente und Daten, unmittelbar nachdem sie von einem Nutzer über einen SSL-verschlüsselten Kommunikationskanal an das Bürgerportal übergeben worden sind, vom Bürgerportal integritätsgeschützt und verschlüsselt zum Dokumentensafe des Empfängers weitergeleitet werden. Erst unmittelbar vor der Übertragung der Daten zum Empfänger entschlüsselt das Bürgerportal die Daten, prüft die Integrität und überträgt sie schließlich über einen sicheren Kommunikationskanal zur Darstellung an eine Client-Anwendung des Nutzers, z. B. einen Webbrowser oder einen E-Mail-Client.

## Kritik
Von Seiten des Datenschutzes erfuhr der vom Bundeskabinett vorgelegte Gesetzentwurf erhebliche Kritik. So sei der Eintrag einer De-Mail-Adresse ins Melderegister und die Folgen für Bürger und Bürgerinnen nicht klar erkennbar. Der Absender einer De-Mail könne nicht sicher bestimmt werden, da der Nachweis des Absenders nur durch eine Anmeldung am Bürgerportal erfolge. Eine von einem Trojanischen Pferd erzeugte De-Mail könne so nicht als solche erkannt werden. Die von den nach den Regelungen des vorgesehenen Datenschutzaudits zertifizierten Diensteanbieter zu erfüllenden Mindestanforderungen sollten verbindlich vorgegeben werden. Die Konferenz der Datenschutzbeauftragten des Bundes und der Länder fasste eine Fülle von Kritikpunkten in einer Entschließung vom 16. April 2009 zusammen.
Auch der Bundesrat übte in seiner Stellungnahme erhebliche Kritik an dem Gesetzentwurf.